# جيمس دونكان
جيمس دونكان (بالإنجليزية: James Duncan)‏ هو سياسي أمريكي، ولد في 1756 بفيلادلفيا في الولايات المتحدة، وتوفي في 24 يونيو 1844. حزبياً، نشط في الحزب الجمهوري. وقد انتخب عضو مجلس النواب الأمريكي.